# Volby do zastupitelských orgánů Československa 1981
Volby do zastupitelských orgánů Československa 1981 se konaly v Československu 5. a 6. června 1981. 

## Popis voleb a dobových souvislostí
Šlo o třetí volby konané v Československu po invazi vojsk Varšavské smlouvy roku 1968 a nástupu normalizace. Jednalo se o jednotně konané volby do zastupitelských orgánů Československa, kdy se během jednoho volebního aktu rozhodovalo o složení zastupitelských sborů na všech úrovních. 
V rámci voleb proběhly volby do následujících sborů: 
- volby do místních národních výborů a městských národních výborů (včetně obvodních národních výborů)
- volby do okresních národních výborů
- volby do krajských národních výborů
- volby do České národní rady
- volby do Slovenské národní rady
- volby do Sněmovny národů Federálního shromáždění
- volby do Sněmovny lidu Federálního shromáždění

Volby skončily jednoznačným vítězstvím jednotné kandidátní listiny Národní fronty, která získala do MNV 99,69 %, do ONV 99,96 %, do KNV 99,97 %, do ČNR 99,96 %, do SNR 99,98 %, do SN FS 99,96 % a do SL FS 99,96 % hlasů při volební účasti 99,51 %.